# Sulu (Märjamaa)
Pour les articles homonymes, voir Sulu.
Sulu est un village estonien de la commune de Märjamaa situé dans le comté de Rapla.